# Старая добрая Фреда
«Старая добрая Фреда» (англ. Good Ol’ Freda) — документальный фильм американского режиссёра Райана Уайта. Премьера состоялась на фестивале «South by Southwest» в Остине 9 марта 2013 года.

## Сюжет
В фильме рассказывается история Фреды Келли, которая в течение многих лет была секретарём группы The Beatles и главой их ливерпульского фан-клуба. Основное внимание в нём уделяется началу битловской карьеры и первым годам их славы, и многие истории, рассказанные в фильме, впервые стали достоянием общественности. Первоначально режиссёр киноленты Райан Уайт представлял себе её как фильм, повествующий о знаменитой группе глазами её секретаря, однако в процессе создания он проникся восхищением к собеседнице, её обаянию и чувству юмора и вскоре начал видеть фильм как портрет «примечательной девушки, которая сыграла собственную важную роль в истории музыки». В одном из интервью Уайт уточнил, что фильм посвящён «женщине и её верности этим четырём ребятам, которую она хранит и сегодня».

## Производство

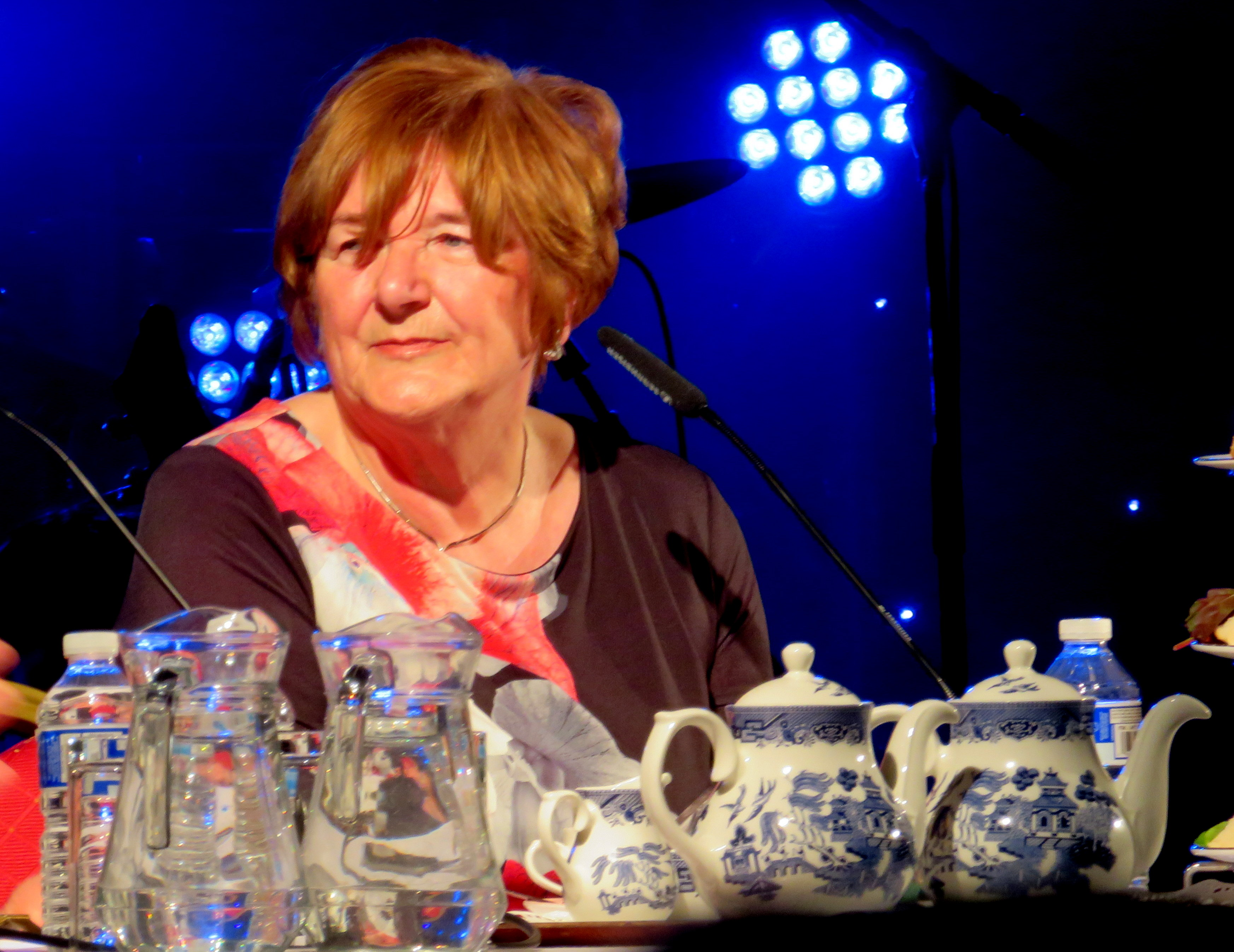
Келли во время International Beatleweek в 2018 году

В течение многих лет Фреда Келли вела уединённый образ жизни, отказываясь давать интервью и сниматься в фильмах, и дала согласие на участие в проекте Райана Уайта ради того, чтобы её внук узнал, какую насыщенную жизнь она прожила. «На протяжении многих лет выпускались книги, полные россказней, но мне не хотелось делать что-либо подобное. Я не думала, что люди захотят услышать мой рассказ», — призналась Келли. Кроме того, большую роль в её решении сыграло то, что она лично была знакома с создателями фильма. Уайта с ней познакомил его дядя Билли Кинзли — приятель Келли и участник ливерпульской группы The Merseybeats, которая начала выступать в то же время, что и The Beatles; однако режиссёр ничего не знал о её прошлом, до того как Келли обратилась с идеей фильма. У одного из продюсеров картины Кэти Маккабе также есть родственники в Ливерпуле.
По словам Райана Уайта, ещё в самом начале было решено, что фильм снимается не для того, чтобы рассказать скандальные истории и заработать деньги; вместо этого целью был «полностью правдивый рассказ, соответствующий высоким этическим принципам Фреды». Для записи интервью с Келли прошли несколько встреч в узком кругу в доме Маккабе в пригороде Балтимора. В мае 2012 года проходил второй этап съёмок в Ливерпуле и Лондоне; помимо главной героини фильма, были взяты интервью с пресс-агентом The Beatles Тони Барроу и ливерпульскими музыкантами Билли Кинзли, Билли Хаттоном и Джоуи Бауэром (последние были участниками группы The Fourmost). Всего было отснято около 40 часов видеоматериала с Фредой Келли.
Название фильма было взято из аудиозаписи, сделанной участниками The Beatles на Рождество 1963 года, в которой музыканты поимённо выражают благодарность всем тем, кто помогал им. Среди прочих Джордж Харрисон упомянул «Фреду Келли из Ливерпуля», и остальные участники в ответ закричали: «Старая добрая Фреда!» (англ. Good ol’ Freda!).
Производством картины занималась компания Tripod Media. Райан Уайт рассказал, что большая часть команды работала бесплатно и многие участники вкладывали в проект собственные средства. Часть бюджета в размере 50 тысяч долларов была собрана через пожертвования на сайте Kickstarter за 40 дней в октябре — ноябре 2011 года. Дополнительную поддержку фильм получил осенью 2012 года от фонда «Женщины в кино», войдя в число финалистов грантовой программы Film Finishing Fund.

### Саундтрек
Кинокартина привлекла внимание прессы благодаря тому, что в ней прозвучала музыка группы The Beatles, произведения которой, как известно, чрезвычайно трудно и затратно получить в качестве звуковой дорожки; это в особенности было удивительно для малобюджетной независимой киноленты. Полтора года потребовалось создателям фильма, чтобы получить разрешение Пола Маккартни, Ринго Старра и наследников Леннона и Харрисона, а первый звонок в компанию Apple Records сделала сама Фреда Келли. В итоге были куплены права на использование четырёх песен The Beatles: «Love Me Do», «I Saw Her Standing There», «I Feel Fine» и «I Will»; сумма авторских отчислений не называлась. После того как новость об этом появилась в прессе, создателям фильма удалось получить разрешение на использование других известных песен. Всего в саундтрек вошло 18 композиций, в том числе одна из любимых песен Фреды — «Love Letters», которая играла в клубе Cavern после выступлений битлов. Кроме того, в фильме прозвучали первоначальные версии песен, которые перепевали The Beatles; среди них «Twist and Shout» в исполнении The Isley Brothers, «Boys» группы The Shirelles, «Anna (Go to Him)» Артура Александера, «Please Mr. Postman» The Marvelettes, «Words of Love» Бадди Холли, «Honey Don’t» Карла Перкинса и другие.

## Выход на экраны

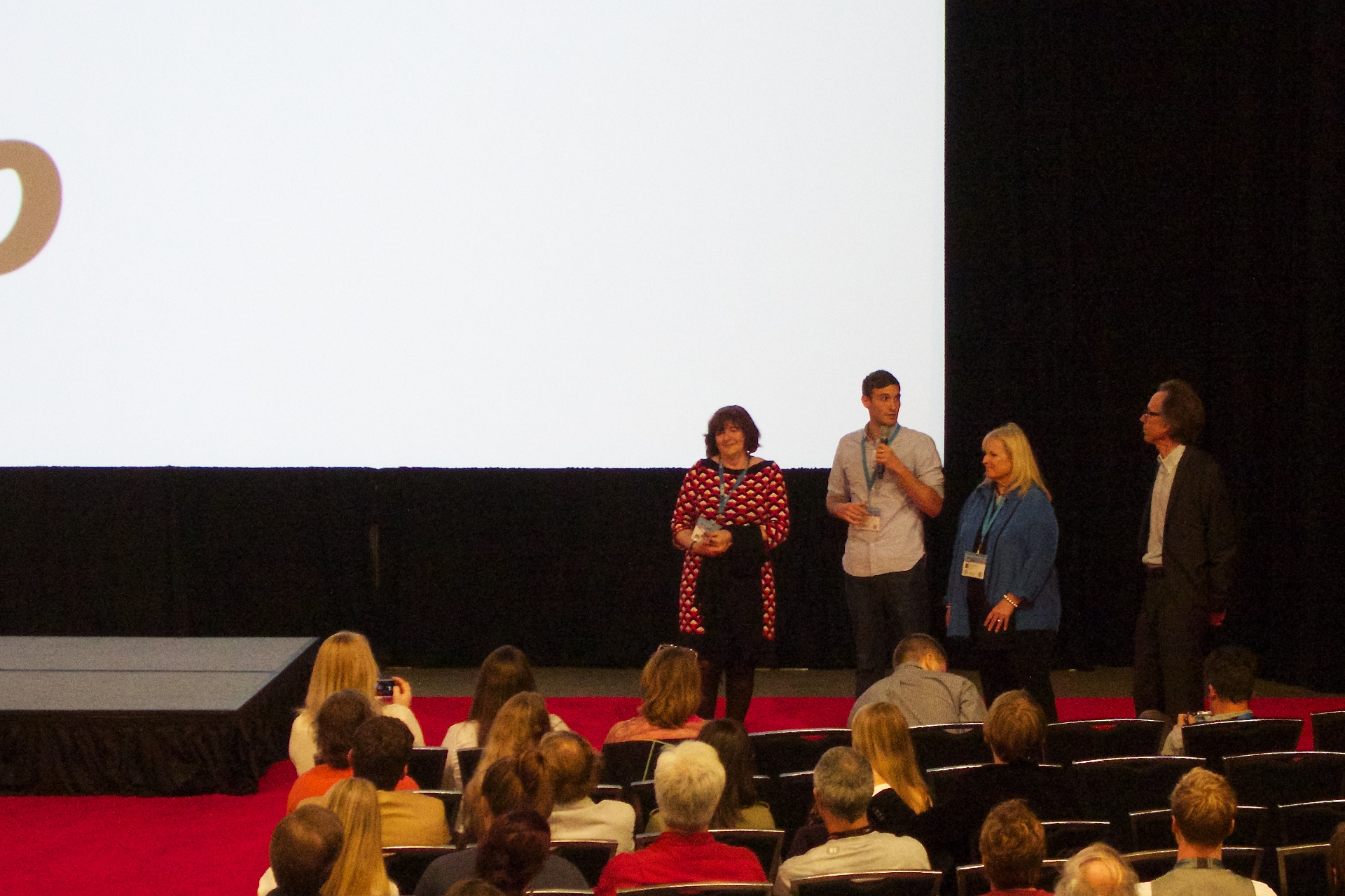
Презентация фильма «Старая добрая Фреда» на фестивале «South by Southwest» 9 марта 2013 года

Премьерный показ, на котором присутствовала и героиня фильма, состоялся в рамках музыкального фестиваля «South by Southwest» в Остине (штат Техас) 9 марта 2013 года. Затем последовал ряд презентаций на других фестивалях, в том числе канадском Hot Docs и Международном кинофестивале в Сан-Франциско.
В апреле 2013 года права на прокат в США выкупила компания Magnolia Pictures. Релиз на DVD запланирован на лето 2013 года.